# Pulau Kangean
Pulau Kangean är en ö i Indonesien.   Den ligger i provinsen Jawa Timur, i den västra delen av landet, 900 km öster om huvudstaden Jakarta. Arean är 431 kvadratkilometer.
Terrängen på Pulau Kangean är lite kuperad. Öns högsta punkt är 339 meter över havet. Den sträcker sig 20,7 kilometer i nord-sydlig riktning, och 41,8 kilometer i öst-västlig riktning.